# 伊魯皮
20°20′42″S 41°38′27″W / 20.34500°S 41.64083°W

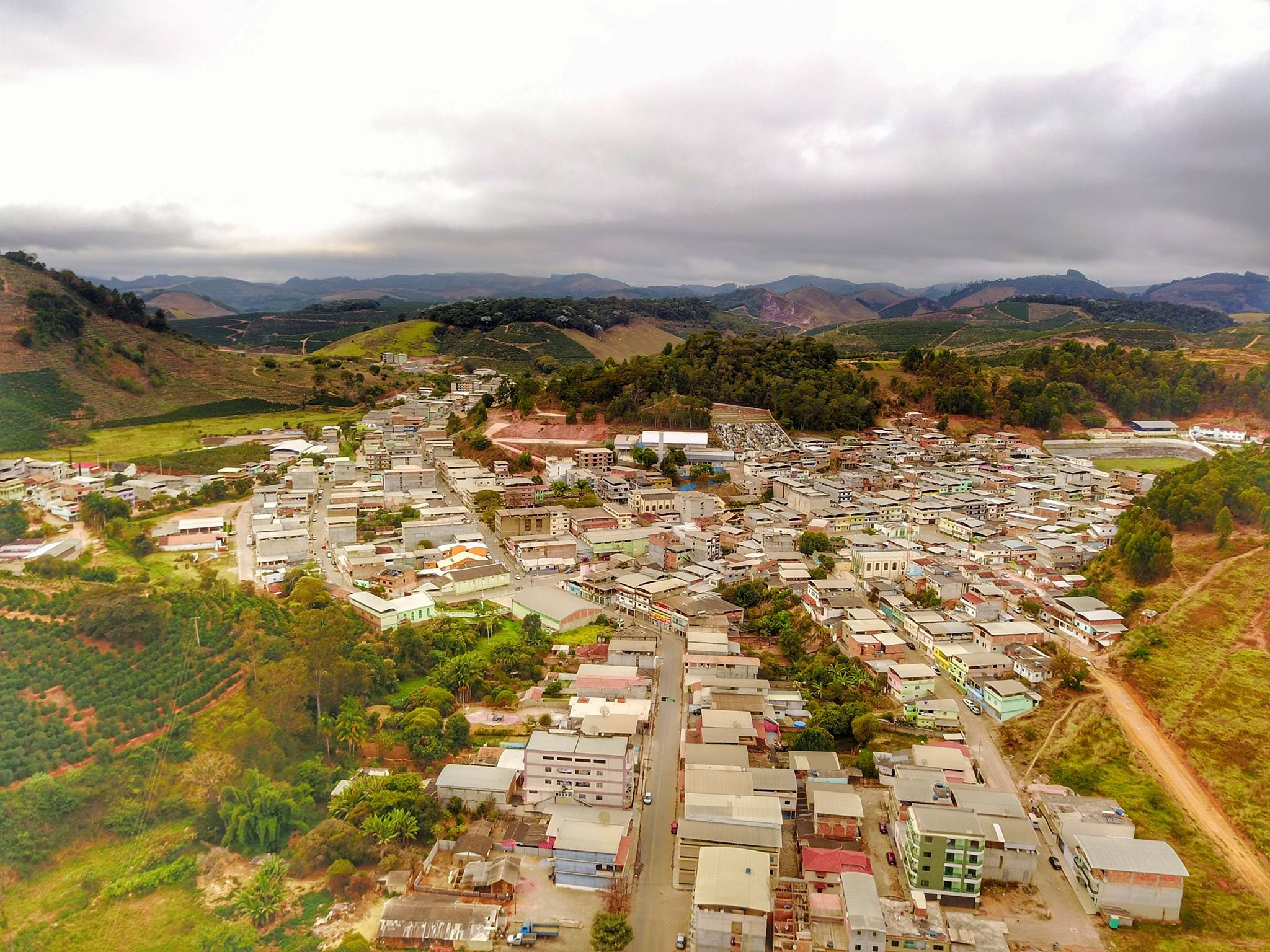
伊魯皮

伊魯皮（葡萄牙語：Irupi），是巴西的城鎮，位於該國東南部，由聖埃斯皮里圖州負責管轄，始建於1991年1月15日，面積184平方公里，海拔高度730米，2010年人口11,723，人口密度每平方公里63.52人。